# Rabarbar tatarski
Rabarbar tatarski (Rheum tataricum L.f.) – gatunek rośliny z rodziny rdestowatych (Polygonaceae Juss.). Występuje naturalnie w Rosji, Kazachstanie, Afganistanie oraz zachodnich Chinach (w regionie autonomicznym Sinciang). 

## Morfologia
PokrójBylina dorastająca do 35–50 cm wysokości.
LiścieMają okrągły kształt. Mierzą 20–35 cm długości oraz 27–50 cm szerokości. Blaszka liściowa jest ząbkowana na brzegu, o sercowatej nasadzie i tępym wierzchołku. Ogonek liściowy jest owłosiony. Gatka jest błoniasta.
KwiatyZebrane w wiechy, rozwijają się na szczytach pędów. Listki okwiatu mają eliptyczny kształt i żółtawą barwę, mierzą 2 mm długości.
OwoceMają jajowaty kształt, osiągają 10–12 mm długości.

## Biologia i ekologia
Rośnie na murawach, stepach i pustyniach. Występuje na wysokości od 500 do 1000 m n.p.m. Kwitnie w maju.